# 丁醇 (明朝)
丁醇（17世紀—17世紀），字伯厚，號莪山，江西南昌府開化縣沙湖人，明朝、南明政治人物。

## 生平
丁醇年少失去父親，母親羅氏為他口授章句，於是他發憤力學，博覽羣書；崇禎十五年（1642年）他中舉人，考官黃士藻、黃鶴僊為刊刻專稿，次年（1643年）會試中副榜，後來得揭重熙疏薦起用，永曆時獲授知縣，不久因為母親年勞辭官，杜門不出。丁醇晚年著作豐富，知縣房廷楨表稱其廬曰「文山學海」。

## 引用
1. 1 2  道光《豐城縣志·卷十五·列傳七 儒林》：丁醇，字伯厚，號莪山，沙湖人，少孤，母羅口授章句，發憤力學，博極羣書。崇禎壬午鄉薦，座主王士藻、黃鶴仙為評刻專稿行世，癸未中會副授知縣，以母老歸；國朝定鼎後杜門不出，奉母以終，晚著述益富，知縣房廷楨表其廬曰「文山學海」。 醇，崇禎時舉人，故列諸明末，訂舊志
2. ↑  錢海岳《南明史·卷四十八·列傳第二十四》：丁醇，豐城人。崇禎十五年舉於鄉。……皆揭重熙疏薦用，終事失考。
3. ↑  錢海岳《南明史·卷六十三·列傳第三十九》：（永曆）時湖南疆吏可紀者：……（知縣）丁醇，字伯厚，豐城人。崇禎十五年舉於鄉。母老歸，杜門。……任地不詳。